# Bobster
Bobster var ett programblock för ungdomar som sändes varje dag från 2006 fram till 2010 i SVT 1 och SVT B. Det var tänkt som ett Bolibompa riktat till äldre barn. I Bobster visades TV-serier och TV-program blandat med inslag direkt från SVT-studion i Malmö. Programledare var Malin Olsson, Suuz Naffah, Gonzalo Del Rio Saldias, Jesper Rönndahl, Amelie Nörgaard och Ola Selmén.

## Exempel på innehåll i Bobster

### TV-program
- Allt eller inget (frågesport)
- Fredagsröj (underhållning)
- Grand Prix (musik/nöje)
- Hasses brorsas låtsassyrras kompis (relationer)
- Klubb Havanna (fakta/nöje)
- Lilla Aktuellt (nyheter)
- Lilla Sportspegeln (sport)
- REA (konsument)
- Rebellen (samhälle)
- Trackslistan (musik)

### TV-serier
- Dundermusen
- Stallkompisar
- Kaldeido Star
- The Tribe